# Остров забытых
«Остров забытых» (в.-луж. Kupa zabytych. Roman jedneje pytaceje duše) — роман философско-нравственного содержания серболужицкого писателя Я. Лоренца-Залеского, изданный в 1931 году. Считается самым важным произведением и духовным завещанием автора.

## Содержание

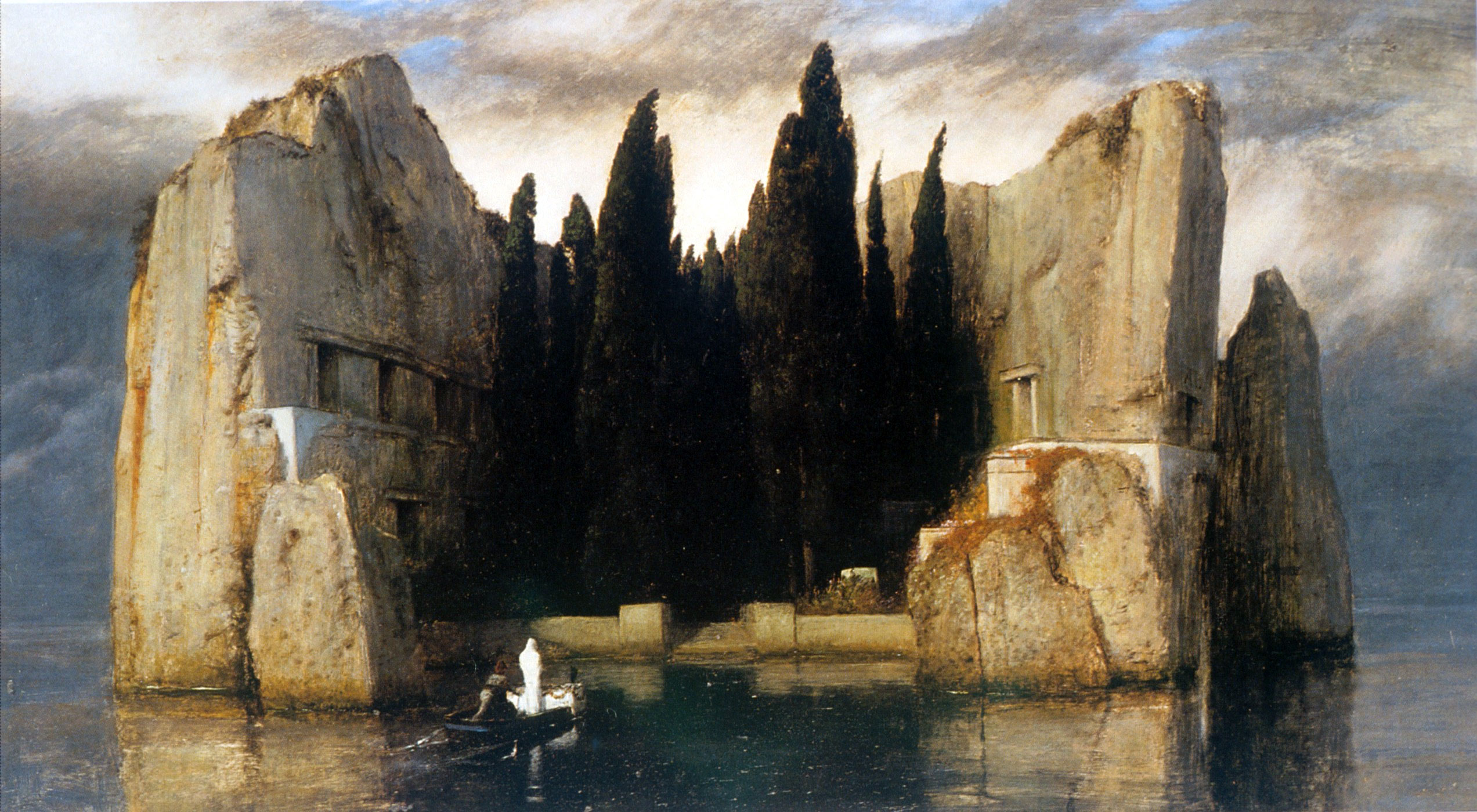
«Остров мёртвых»
худ. А. Бёкли

Над этим романом Лоренц-Залеский работал с 1918 по 1924 год. По ритму слова произведение напоминает поэму в прозе и «Кубок метелей. Четвёртая симфония» (1908) русского символиста Андрея Белого. Название романа сближается с упоминаемым в 88-м псалме Библии «краем забытых» Богом; древние греки верили в существование страны блаженных — Элизиума. В романе образ «острова забытых» сочетается с образом «рая забытых». В католической теологии и у философов-идеалистов (Плотина, Р. Штайнера и других) встречается представление об «острове», находящегося между земным и небесным существованием. Название романа перекликается также с названием и содержанием картины «Остров мёртвых» (1880—1896), созданной швейцарским художником А. Бёкли. Начало романа может интерпретироваться так (Гугнин, 1997): Лоренц-Залеский оставляет остров мёртвых, чтобы плыть на «остров забытых» (родина лужицких сербов, Элизиум). Как и на картине Бёкли в романе фигурируют окна, лестница, ведущая к воде, челн (на которой герой покидает остров). Основной конфликт «Острова забытых» определяется полем напряжения между «Я» (герой, находящийся в поиске идентичности), «Бог» и «Сербство» (которому грозит исчезновение). Встречи со Смертницей, олицетворяющей Любовь, Мудрость и Смерть, и с представителями духовности своего народа (М. Андрицкий, М. Горник и другими) на «острове забытых» способствуют духовному созреванию «Я». Герой находит своё предназначение в спасении этноса.